# راندال موريس
راندال موريس (بالإنجليزية: Randall Morris)‏ هو لاعب كرة قدم أمريكية أمريكي، ولد في 22 أبريل 1961 في أننيستون في الولايات المتحدة.

## وصلات خارجية
- راندال موريس على موقع مرجع كرة القدم المحترفة.كوم (الإنجليزية)